# Pistoleros sin pistola
Hit the Ice (1943) es una película del género comedia, protagonizada por Bud Abbott y Lou Costello, fue dirigida por Charles Lamont.

## Argumento
Dos fotógrafos, Flash Fulton (Bud Abbott) y Tubby McCoy (Lou Costello), aspiran a trabajar para el periódico local. Su amigo de la infancia, el Dr. Bill Burns (Patric Knowles), los invita a venir a un incendio de un edificio. Al intentar fotografiar el infierno, Tubby se lesiona y es trasladado al hospital del Dr. Bill Burns. Mientras están allí, Fellowsby, un gánster que está en el hospital como paciente para establecer una coartada, para un robo planea cometer. El gánster confunde a Flash y Tubby con dos sicarios de Detroit. Luego ellos están vigilando la entrada del Banco, si bien ellos creen erróneamente que fueron contratados para tomar fotografías de la banda al salir del Banco. Cuando el Banco es robado, Flash y Tubby son considerados los principales sospechosos.
Flash y Tubby planean limpiar sus nombres, ellos van en busca de Fellowsby a una localidad apartada en las montañas donde se practica ski, donde son contratados como camareros. Tratan de recuperar el dinero robado chantajeando a los pandilleros con las fotografías del Banco, los ladrones se enteran de que las fotos no eran de ellos, entonces se desata una pelea. La policía logra llegar hasta allí, después de una persecución culminante en la montaña, los pandilleros son capturados.

## Elenco
| Actor                         | Rol                     |
| ----------------------------- | ----------------------- |
| Bud Abbott                    | Flash Fulton            |
| Lou Costello                  | Weejie 'Tubby' McCoy    |
| Ginny Simms                   | Marcia Manning          |
| Patric Knowles                | Dr. Bill Elliot         |
| Elyse Knox                    | Peggy Osborne           |
| Joe Sawyer                    | Buster                  |
| Sheldon Leonard               | Harry 'Silky' Fellowsby |
| Marc Lawrence                 | Phil                    |
| Johnny Long and His Orchestra |                         |

## Enlace
- Oficial sitio web Abbott and Costello

- Datos: Q2025326